# Fallo estructural

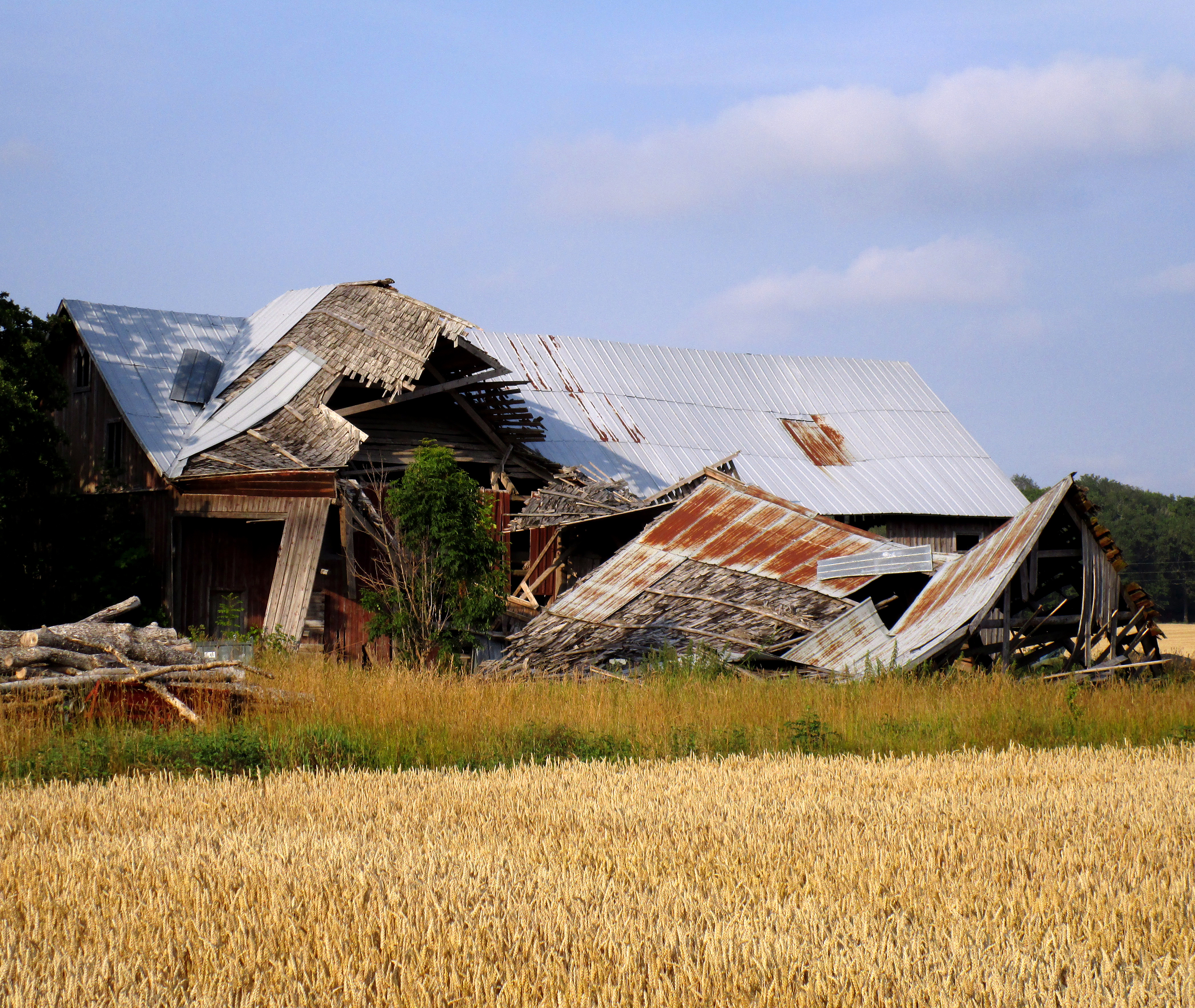
Granero colapsado en Hörsne, Isla de Gotland, Suecia

Una cámara de tablero que muestra a la izquierda el colapso de un rascacielos en Bangkok, Tailandia

En ingeniería, se habla de un fallo estructural cuando se produce una situación que agota la capacidad resistente de una estructura (entendida como un conjunto de elementos diseñados para soportar determinadas cargas, concepto en el que pueden incluirse principalmente edificaciones y obras de ingeniería civil, pero también todo tipo de vehículos, máquinas o cualquier clase de objeto cuyo uso implique resistir determinadas fuerzas), causando su destrucción parcial o total, o que tenga que quedar fuera de servicio.
Por su parte, la integridad estructural es la capacidad de un elemento, ya sea un componente estructural o una estructura que consta de muchos componentes, de mantenerse unido cuando es sometido a cargas (incluido su propio peso), sin romperse o deformarse excesivamente. Asegura que la construcción cumplirá la función para la que fue diseñada mientras se le dé un uso razonable durante todo el tiempo establecido para su vida útil. Dotar de integridad estructural a un objeto fabricado o a una construcción permite evitar fallos catastróficos, que pueden resultar en lesiones, daños severos, muertes y/o pérdidas monetarias.
Al hilo de la definición anterior, un fallo estructural es la pérdida de la integridad estructural (o de la capacidad para soportar cargas) de un componente estructural o de la propia estructura. Se inicia cuando un material se somete a esfuerzos más allá de su resistencia de diseño, lo que provoca una rotura o una deformación excesiva. 
En un sistema bien diseñado, una fallo localizado no debería causar un colapso inmediato ni progresivo de toda la estructura. El estados límite utilizado en el diseño estructural permite evaluar la resistencia de una estructura en el caso de que falle alguno o algunos de los elementos que la componen.
El estudio de la integridad estructural y de sus fallos incluye el análisis de casos del pasado para prevenir fallos en diseños futuros.

## Introducción
La integridad estructural es la capacidad de una estructura para soportar la carga prevista sin fallar debido a roturas, deformaciones o fatiga. Es un concepto que se usa a menudo en ingeniería para producir artículos que servirán para los propósitos diseñados y seguirán siendo funcionales durante el tiempo de vida útil deseado.
Para construir un artículo con integridad estructural, un ingeniero primero debe considerar las propiedades mecánicas de los materiales empleados, atendiendo a su tenacidad, resistencia, peso, dureza y elasticidad, y luego determinar el tamaño y la forma necesarios para que el material resista las cargas esperables al menos durante su vida útil prevista. Dado que los elementos de una estructura no deben romperse ni pueden doblarse excesivamente, deben conservar su rígidez y poseer una cierta dureza. Un material muy rígido puede resistir la flexión, pero a menos que sea lo suficientemente resistente a esfuerzos axiales, puede que su sección tenga que ser muy grande para soportar una carga sin romperse. Por otro lado, un material altamente elástico se doblará bajo una carga incluso si su alta resistencia evita la rotura.
La integridad de cada componente debe corresponder a su aplicación individual en cualquier estructura portante. Por ejemplo, los soportes de los apoyos de algunos tipos de puentes necesitan disponer de una elevada fluencia para compensar las dilataciones del tablero, mientras que los tornillos que los sujetan necesitan una gran resistencia al esfuerzo cortante y una elevada tensión de rotura. De igual forma, los muelles requieren materiales con elevada elasticidad, pero la mayor parte de las herramientas deben fabricarse con materiales de una alta rigidez. 
Además, toda la estructura debe poder soportar sus cargas sin que fallen sus elementos más débiles, ya que esto puede generar mayores tensiones en otros elementos estructurales y dar lugar a un fallo en cadena.

## Historia
La necesidad de construir estructuras resistente se remonta a tiempos muy remotos. Las casas debían poder soportar su propio peso, más el peso de los habitantes. Los castillos debían estar fortificados para resistir los asaltos de los invasores. Las herramientas debían ser lo suficientemente fuertes y resistentes para realizar eficazmente su trabajo. Sin embargo, la ciencia de la mecánica de la fractura tal como se conoce hoy no se desarrolló hasta la década de 1920, cuando Alan Arnold Griffith estudió la fractura frágil del vidrio.
A partir de la década de 1940, los desastrosos fallos causados por algunas tecnologías novedosas hicieron necesario emplear un método más científico para analizar los fallos estructurales. Durante la Segunda Guerra Mundial, más de 200 barcos de acero soldado se partieron por la mitad debido problemas de fractura frágil, causada por las tensiones creadas por el proceso de soldadura, los cambios de temperatura y por la concentración de tensiones en las esquinas en ángulo recto de los mamparos. En la década de 1950, varios aviones De Havilland DH.106 Comet explotaron en pleno vuelo debido a las concentraciones de tensión en las esquinas de sus ventanas cuadradas, lo que provocó la formación de grietas y la explosión de las cabinas presurizadas. Las explosiones de calderas, causadas por fallos en sus cámaras presurizadas, fueron otro problema común durante esta época y causaron en ocasiones daños considerables. El tamaño cada vez mayor de los puentes y los edificios provocó catástrofes y pérdidas de vidas aún mayores. Esta necesidad de asegurar la integridad estructural de las construcciones dio lugar a grandes avances en los campos de las ciencias de los materiales y la mecánica de la fractura.

## Tipos de fallos

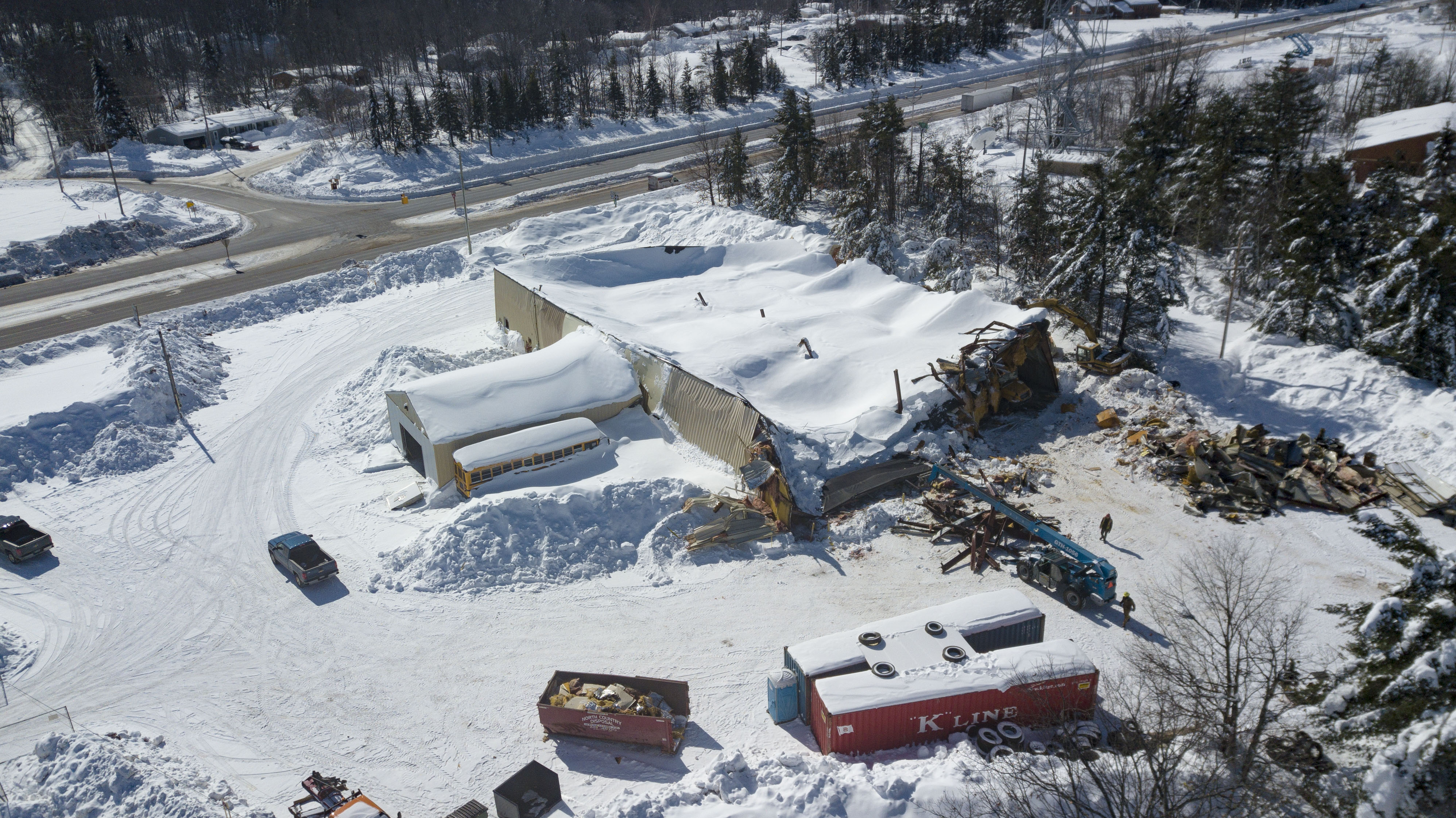
Colapso de un edificio debido al peso de la nieve

Los fallos estructurales pueden producirse por diversas clases de problemas, la mayoría de los cuales son exclusivos de diferentes industrias y tipos de estructuras. Sin embargo, la mayoría puede atribuirse a una de estas cinco causas principales:
- La primera es que la estructura no es lo suficientemente fuerte y resistente para soportar la carga, debido a su tamaño, forma o elección del material. Si la estructura o algún componente de la misma no es lo suficientemente fuerte, puede producirse un fallo catastrófico cuando se somete a cargas más allá de su nivel crítico de esfuerzo.
- El segundo tipo de fallo es por fatiga o corrosión, causado por inestabilidad en la geometría, diseño o propiedades del material de la estructura. Estos fallos generalmente comienzan cuando se forman grietas en los puntos donde se concentran las tensiones, como esquinas cuadradas o agujeros de pernos demasiado cerca del borde del material. Estas grietas crecen a medida que el material se somete a tensiones y descargas repetidas (cargas cíclicas), alcanzando finalmente una longitud crítica y provocando el fallo repentino bajo condiciones normales de carga.
- El tercer tipo de fallo es causado por errores de fabricación, incluida la selección incorrecta de materiales, tamaño incorrecto, tratamiento térmico incorrecto, cambios en el diseño mal controlados o mano de obra deficiente. Este tipo de fallos por lo general son impredecibles.
- El cuarto tipo de fallo es debido al uso de materiales defectuosos. Si no se detecta y corrige en el momento de construir la estructura, suele ser impredecible, ya que el material puede haber sido fabricado incorrectamente o dañado por un uso anterior.[5]
- La quinta causa de fallo es la falta de consideración de problemas inesperados, tales como eventos de vandalismo, sabotaje o desastres naturales. También puede producirse si quienes usan y mantienen la construcción no están capacitados adecuadamente y sobrecargan la estructura.[3][4]

## Fallos notables

### Puentes

#### Puente del río Dee

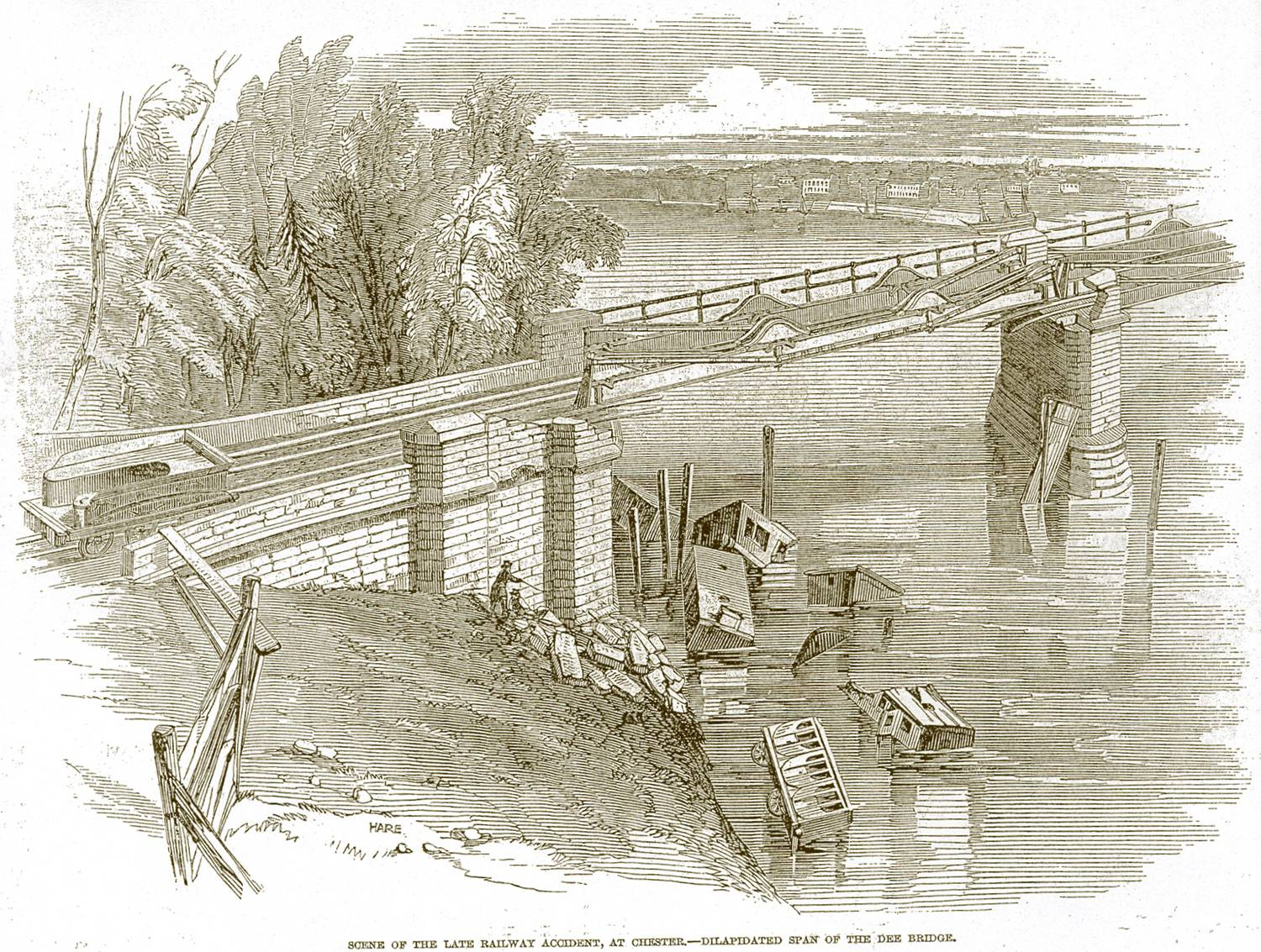
El puente sobre el río Dee tras su colapso

El puente del río Dee fue diseñado por Robert Stephenson, utilizando vigas de fundición de hierro reforzadas con puntales de hierro forjado. El 24 de mayo de 1847, se derrumbó cuando un tren pasaba sobre él, matando a cinco personas. Su colapso fue objeto de una de las primeras investigaciones formales sobre un fallo estructural. Esta investigación concluyó que el diseño de la estructura era fundamentalmente defectuoso, ya que el hierro forjado no reforzó los elementos de fundición como se esperaba y la fundición había fallado debido a la flexión repetida.

#### Primer puente ferroviario del Tay
El desastre del puente del Dee fue seguido por una serie de derrumbes de puentes de fundición de hierro, incluido el colapso del primer Puente ferroviario del Tay el 28 de diciembre de 1879. Al igual que el puente del Dee, el viaducto del Tay se derrumbó cuando un tren pasó sobre él, matando a 75 personas. El puente falló porque estaba construido con hierro fundido deficientemente producido y porque el ingeniero autor del proyecto Thomas Bouch no consideró la carga del viento sobre la estructura. Su colapso provocó que el hierro fundido fuera reemplazado por una construcción de acero y un rediseño completo en 1890 del Puente de Forth, convirtiéndolo en el primer puente completamente de acero del mundo.

#### Primer puente de Tacoma Narrows
El colapso en 1940 del puente Tacoma Narrows original a veces se caracteriza en los libros de texto de física como un ejemplo clásico de resonancia, aunque esta descripción es engañosa. Las catastróficas vibraciones que destruyeron el puente no se debieron a una simple resonancia mecánica, sino a una oscilación más complicada entre el puente y los vientos que lo atravesaban, conocida como aeroelasticidad. Robert H. Scanlan, uno de los principales contribuyentes a la comprensión de la aerodinámica de puentes, escribió un artículo sobre este malentendido. El colapso del puente colgante y la investigación que siguió llevaron a una mayor comprensión de las interacciones viento/estructura. Varios puentes fueron modificados tras el derrumbe de Tacoma para evitar que se repitiera algo semejante. La única víctima mortal fue un perro llamado Tubby.

#### Puente I-35W

Las imágenes de las cámaras de seguridad muestran el colapso del puente I-35W, mirando hacia el norte

El puente I-35W (oficialmente conocido simplemente como Puente 9340) era una estructura de arco de celosía de acero de ocho carriles de la autopista Interestatal 35W sobre el río Misisipi en Mineápolis, Estados Unidos. El puente se completó en 1967 y su mantenimiento fue realizado por el Departamento de Transporte de Minnesota. Era el quinto paso más transitado de Minnesota, transportando 140.000 vehículos al día. El puente sufrió un fallo catastrófico en plena hora punta, durante la noche del 1 de agosto de 2007, colapsando hacia el río. Trece personas murieron y 145 resultaron heridas. Después del derrumbe, la Administración Federal de Carreteras recomendó a los estados que inspeccionaran los 700 puentes estadounidenses de construcción similar después de que se descubriera un posible fallo de diseño en el puente, relacionado con el diseño de las cartelas (unas planchas de acero, en este caso de gran tamaño) que se utilizaron para conectar jácenas de la estructura de celosía. Los funcionarios expresaron su preocupación por muchos otros puentes en los Estados Unidos que compartían el mismo diseño y plantearon preguntas sobre por qué el problema no se había descubierto en más de 40 años de inspecciones.

### Edificios

#### Colapso de un edificio en Thane
El 4 de abril de 2013 se derrumbó un edificio situado en tierrascomunales de Mumbra, un suburbio de la ciudad de Thane en Maharashtra, India. Ha sido calificado como uno de los peores derrumbes de un edificio en la India: murieron 74 personas, incluidos 18 niños, 23 mujeres y 33 hombres, aunque se pudo rescatar a 100 supervivientes.
El edificio estaba en construcción, y todavía no tenía un certificado de habitabilidad para acoger a sus previstos entre 100 y 150 residentes de ingresos bajos a medianos. Sus únicos ocupantes en el momento del derrumbe eran los trabajadores de la construcción del propio edificio y sus familias. Se informó que el edificio había sido construido ilegalmente porque no se siguieron las prácticas estándar para la construcción segura y legal, la adquisición de terrenos y la ocupación de residentes.
Para el 11 de abril, un total de 15 sospechosos fueron arrestados, incluidos constructores, ingenieros, funcionarios municipales y otras partes responsables. Los registros gubernamentales indican que se dieron instrucciones para controlar el número de edificios ilegales en el área: una orden del estado de Maharashtra de 2005 para usar teledetección y una orden de 2010 del Tribunal Supremo de Bombay. También se presentaron denuncias contra funcionarios estatales y municipales.
El 9 de abril, la Corporación Municipal de Thane inició una campaña para demoler edificios ilegales en la zona, poniendo el foco sobre edificios «potencialmente peligrosos» y creó un centro de llamadas para aceptar y realizar un seguimiento de las resoluciones por quejas sobre edificios ilegales. Mientras tanto, el departamento forestal se comprometió a abordar el problema de la ocupación de tierras forestales en el distrito de Thane.

#### Colapso de un edificio en Savar
El 24 de abril de 2013, el Rana Plaza, un edificio comercial de ocho pisos, se derrumbó en Savar, un subdistrito en el Área de la Gran Daca, la capital de Bangladés. La búsqueda de los muertos terminó el 13 de mayo, con un saldo de 1134 víctimas mortales. Aproximadamente 2515 personas heridas fueron rescatadas con vida del edificio.
Se considera el accidente de una fábrica de ropa más mortífero de la historia, así como el fallo estructural más grave de la historia moderna.
El edificio contenía fábricas de ropa, un banco, apartamentos y varias otras tiendas. Las tiendas y el banco en los pisos inferiores cerraron inmediatamente después de que se descubrieron grietas en el edificio. Se ignoraron las advertencias para evitar el uso del edificio después de que aparecieron grietas el día anterior. Se ordenó a los trabajadores de la confección que regresaran al día siguiente, y el edificio se derrumbó durante la hora punta de la mañana.

#### Derrumbe de los grandes almacenes Sampoong
El 29 de junio de 1995 se produjo el derrumbe de los grandes almacenes Sampoong, un edificio de cinco pisos situado en el Seocho-gu de Seúl, Corea del Sur, provocando la muerte de 502 personas y que otras 1445 quedasen atrapadas.
En abril de 1995, comenzaron a aparecer grietas en el techo del quinto piso del ala sur de la edificación, debido a la presencia de una unidad de aire acondicionado en el techo debilitado de la estructura deficientemente construida. En la mañana del 29 de junio, cuando el número de grietas en el techo aumentó drásticamente, los gerentes de las tiendas cerraron la planta superior y apagaron el aire acondicionado, pero no cerraron el edificio ni emitieron órdenes formales de evacuación cuando los propios ejecutivos abandonaron las instalaciones como precaución.
Cinco horas antes del colapso, se escuchó el primero de varios impactos fuertes que provenían de los pisos superiores, ya que la vibración del aire acondicionado hizo que las grietas en las losas se ensancharan aún más. En medio de los informes de los clientes sobre vibraciones en el edificio, el aire acondicionado se apagó, pero las grietas en los pisos ya habían crecido a 10 cm de ancho. Aproximadamente a las 5:00 p. m. hora local, el techo del quinto piso comenzó a hundirse y, a las 5:57 p. m., el techo cedió y la unidad de aire acondicionado se estrelló contra el suelo ya sobrecargado.

#### Ronan Point
El 16 de mayo de 1968, la torre residencial de 22 pisos Ronan Point (situada en el barrio de Newham, en el Gran Londres) se derrumbó cuando una explosión de gas relativamente pequeña en el piso 18 hizo que un panel de pared estructural saliera despedido del edificio. La torre se construyó con hormigón prefabricado y el fallo de un único panel provocó el colapso de una esquina entera del edificio. El panel pudo salir despedido porque no había suficiente acero pasante de refuerzo en la unión entre los paneles. Esto también significó que las cargas soportadas por el panel no pudieron redistribuirse a otros paneles adyacentes, debido a la débil unión que impidió la transmisión de fuerzas. Como resultado del derrumbe, las regulaciones de construcción se revisaron para evitar colapsos de este tipo, y los detalles de los elementos de hormigón prefabricado para mejorar su resistencia a sobrepresiones avanzó enormemente. Muchos edificios similares fueron modificados o demolidos a consecuencia de este accidente.

#### Atentado en la ciudad de Oklahoma
El 19 de abril de 1995, el Edificio Federal Alfred P. Murrah, una estructura de hormigón armado de nueve pisos situada en Oklahoma sufrió la explosión de un coche bomba que causó su derrumbe parcial, provocando la muerte de 168 personas. La bomba, aunque potente, causó daños desproporcionados en la estructura. La bomba voló todo el vidrio del frente del edificio y destrozó por completo un pilar de hormigón armado de la planta baja. En el nivel de la segunda planta el edificio disponía de un espaciado entre columnas más amplio, cuyas cargas se transfirieron al conjunto de pilares del nivel inferior, donde la desaparición de uno de los pilares provocó que los pilares vecinos fallaran debido a la carga adicional, lo que finalmente provocó el colapso completo de la parte central del edificio. Fue uno de los primeros casos en poner de relieve que las explosiones provocadas por el terrorismo pueden causar sobre los edificios efectos extremos, lo que llevó a una mayor consideración de posibles atentados en el diseño estructural de los edificios.

#### Salón de bodas Versalles
El salón de bodas de Versalles (en hebreo: אולמי ורסאי‎), ubicado en Talpiot, Jerusalén, es el lugar del peor desastre civil en la historia de Israel. A las 22:43 de la noche del jueves 24 de mayo de 2001 durante la boda de Keren y Asaf Dror, una gran parte del tercer piso del edificio de cuatro alturas se derrumbó y murieron 23 personas. Los novios sobrevivieron.

#### Torres 1, 2 y 7 del World Trade Center
En los atentados del 11 de septiembre de 2001, dos aviones comerciales se estrellaron deliberadamente contra las Torres Gemelas del World Trade Center en la ciudad de Nueva York. El impacto y los incendios resultantes provocaron el colapso de ambas torres en menos de dos horas. Los impactos seccionaron algunas columnas exteriores y dañaron las columnas centrales, que habían absorbido las cargas que ya no podían soportar las columnas seccionadas. Esta redistribución de cargas estuvo muy influida por las cerchas existentes en la parte superior de cada torre. Los impactos desprendieron parte del material ignífugo que protegía la estructura de acero, aumentando su exposición al efecto del fuego. Las temperaturas se volvieron lo suficientemente altas como para debilitar las columnas centrales hasta el punto de alcanzarse el estado de fluencia y de deformación plástica bajo el peso de los pisos más altos. El calor de los incendios también debilitó las columnas perimetrales y los suelos, provocando que los pisos se combasen y ejercieran una fuerza hacia el interior en las paredes exteriores del edificio. El Edificio 7 del WTC también se derrumbó ese mismo día; el rascacielos de 47 pisos se derrumbó en segundos debido a la combinación de un gran incendio en su interior con el gran daño estructural causado por el derrumbe de la Torre Norte.

#### Torres Champlain
El 24 de junio de 2021, las Champlain Towers South, un edificio de condominios de 12 pisos en Surfside (Florida) colapsó parcialmente, causando decenas de heridos y 98 muertos. El colapso fue capturado en video. Una persona fue rescatada de los escombros, y unas 35 personas fueron rescatadas el 24 de junio de la parte no derrumbada del edificio. La degradación a largo plazo de las estructuras de soporte de hormigón armado en el estacionamiento subterráneo debido a la penetración de agua y a la corrosión del acero de las armaduras se considera un factor o la principal causa del colapso. Los problemas detectados ya se habían comunicado en 2018 y se calificaron como «mucho peores» en abril de 2021. Se había aprobado un programa de obras de reparación de 15 millones de dólares en el momento del colapso. El de 11 de julio de 2021, se había confirmado la muerte de 90 personas y la desaparición de otras 31.

### Aeronaves

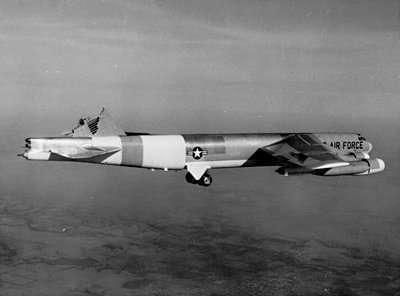
Un ensayo realizado en un Boeing B-52 Stratofortress en 1964 detectó el mismo fallo que causó los accidentes de Elephant Mountain (1963) y de Savage Mountain (1964)

En 1954 se produjeron repetidos fallos estructurales en el mismo tipo de aeronaves, cuando dos reactores De Havilland DH.106 Comet se estrellaron debido a la descompresión causada por la rotura del fuselaje debida a la fatiga de materiales, y en 1963–64, cuando las superficies estabilizadoras de cuatro bombarderos Boeing B-52 se rompieron en el aire.

### Otros

#### Mástil de radio de Varsovia
El 8 de agosto de 1991 a las 16:00 UTC, la antena de radio de Varsovia, la estructura más alta jamás erigida antes de la construcción de la torre Burj Khalifa, se derrumbó como consecuencia de un error al cambiar los cables de sujeción en el nivel más alto. El mástil primero se dobló y luego se partió aproximadamente por la mitad de su altura. Una pequeña grúa móvil de Mostostal Zabrze quedó destruida. Como todos los trabajadores abandonaban el mástil antes de realizarse la maniobra de recolocar los cables de sujeción, no hubo víctimas mortales, en contraste con el colapso similar de la Torre WLBT en 1997.

#### Pasarela del Hyatt Regency

Cambio de diseño en las pasarelas del Hotel Hyatt Regency que causó el desastre

El 17 de julio de 1981, dos pasarelas suspendidas sobre el vestíbulo del Hotel Hyatt en Kansas City (Misuri) colapsaron, matando a 114 personas e hiriendo a más de 200 durante un baile del té. El derrumbe se debió a un cambio de última hora en el diseño, que alteró el método con el que las varillas que soportaban las pasarelas se conectaron a ellas. El cambio duplicó inadvertidamente las tensiones que se soportaban en los puntos de conexión. El fallo destacó la necesidad de una buena comunicación entre los ingenieros de diseño y los contratistas, así como de disponer de controles rigurosos de los proyectos y, especialmente, de los cambios de diseño propuestos por los contratistas. El fallo es un caso de estudio estándar en cursos de ingeniería en todo el mundo, y se utiliza para enseñar la importancia del comportamiento ético en la ingeniería.

#### Colapso del Techo del Real Plaza Trujillo

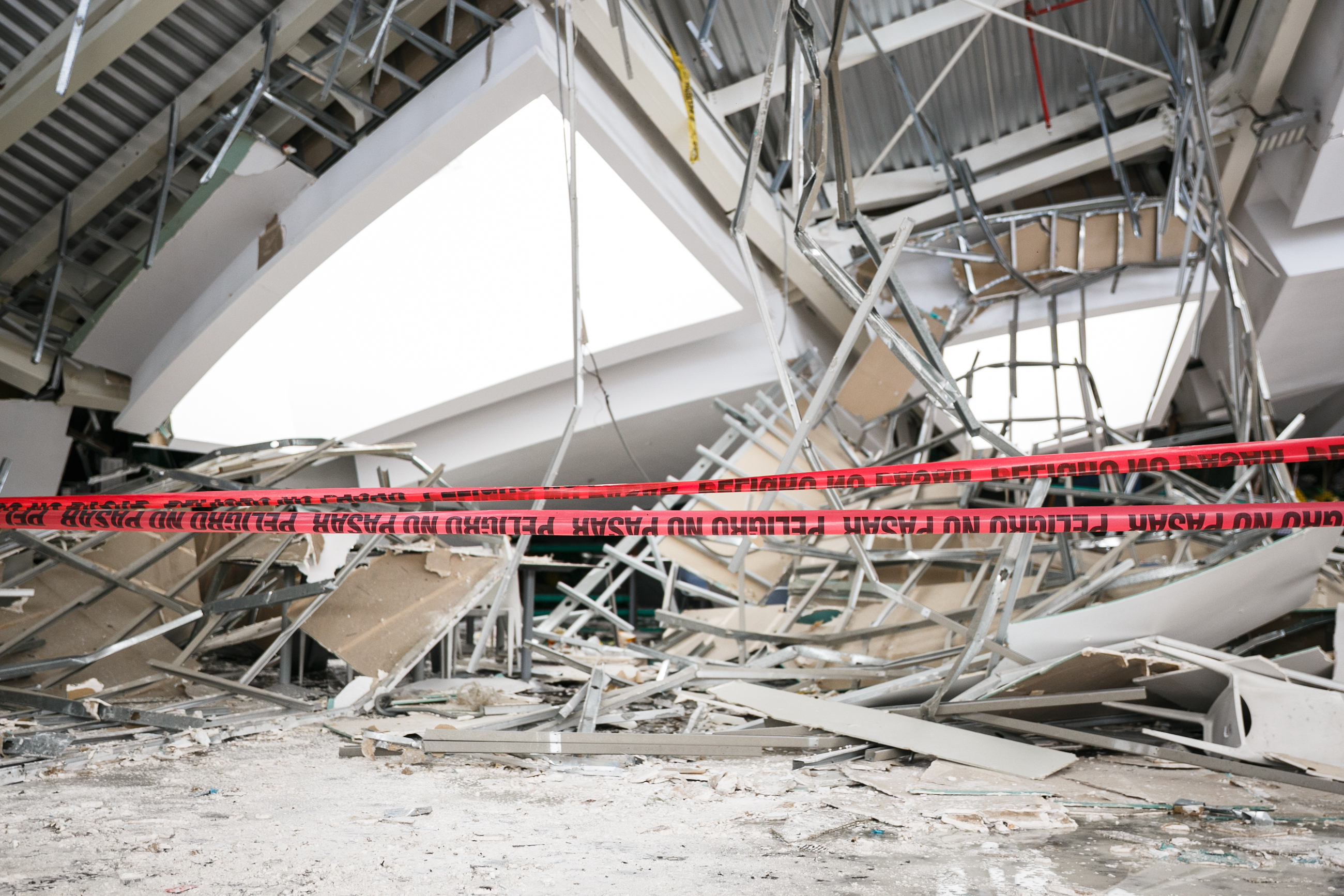
El patio de comidas del Real Plaza de Trujillo tras el desprendimiento de su techo.

El 21 de febrero de 2025, aproximadamente a las 20:40 (hora GTM-5), el centro comercial Real Plaza Trujillo en Trujillo (Perú), sufrió una falla estructural al derrumbarse parte de su techo. El incidente dejo al menos ocho muertos, incluidos niños, y 84 heridos. El derrumbe afectó principalmente el patio de comidas y la zona de juegos infantiles del establecimiento. Se trata de uno de los sucesos mortíferos más importantes ocurridos en un lugar de ocio gestionado por una empresa privada y se ha comparado el tratamiento de las víctimas con el del incendio de la discoteca Utopía en Jockey Plaza.

#### Colapso de templete durante mitin deMovimiento Ciudadanoen San Pedro Garza
El 22 de mayo de 2024, a las 20:08 CST (Hora GTM−6 ), un escenario se derrumbó durante un mitin de campaña de la candidata a la alcaldía de Nuevo León, Lorenia Canavati, y del candidato a la presidencia, Jorge Máynez, por parte del partido político Movimiento Ciudadano en San Pedro Garza García, en el estado nororiental mexicano de Nuevo León, el incidente dejo al menos 10 fallecidos y 213 heridos. Se sabe que una de las principales causas de este colapso, aparte de la mala infraestructura del lugar, eran las condiciones climáticas con ráfagas de viento de 50 a 70 km/h.